# Jerzy Żuk
Jerzy Żuk (ur. 6 kwietnia 1933, zm. 30 grudnia 2022) – polski biolog, prof. dr hab.

## Życiorys

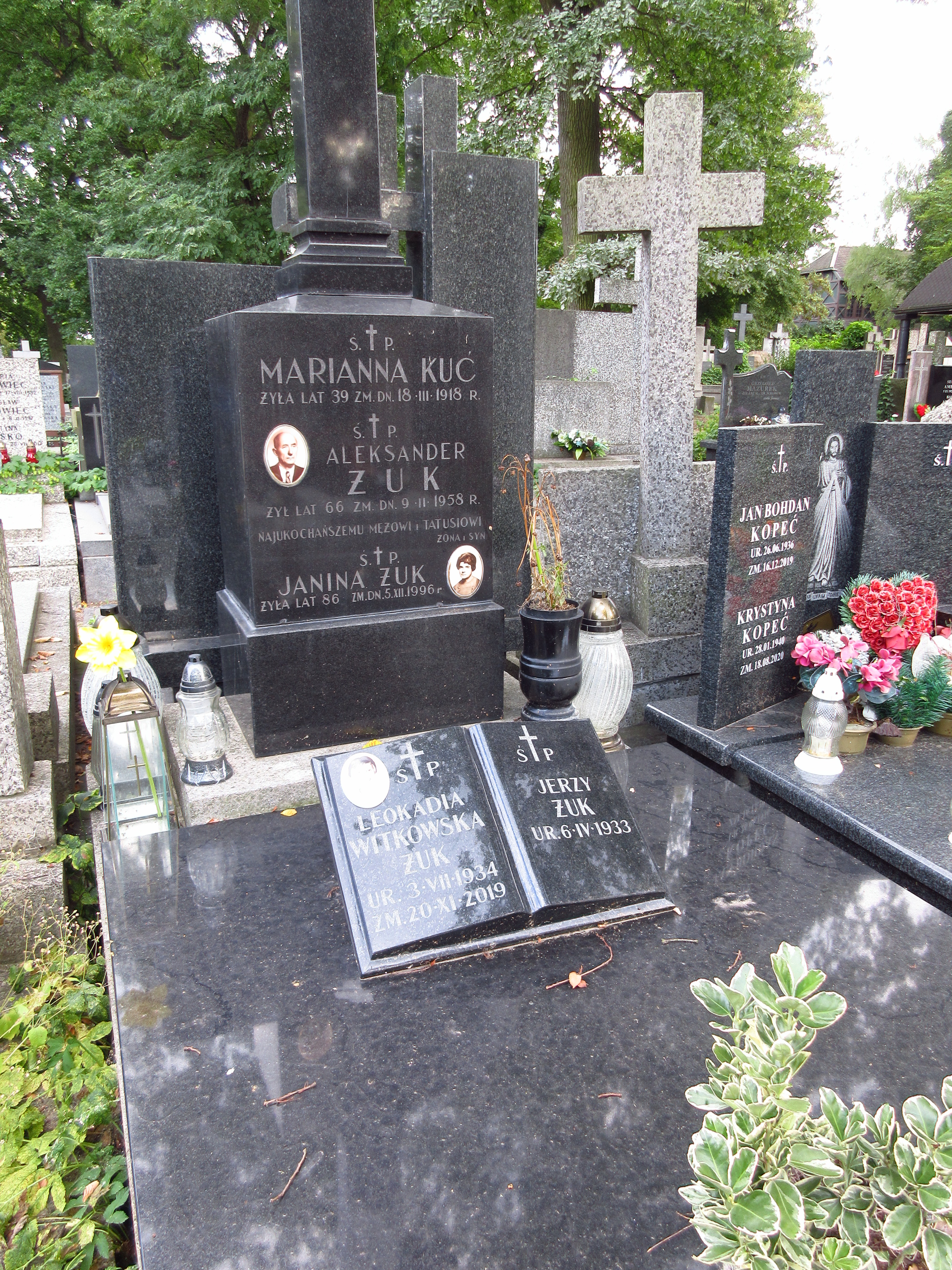
Grób profesora Jerzego Żuka na Cmentarzu Bródnowskim.

Obronił pracę doktorską, następnie uzyskał stopień doktora habilitowanego. 9 października 1990 uzyskał tytuł profesora nauk przyrodniczych. Był zatrudniony w Instytucie Biochemii i Biofizyki Polskiej Akademii Nauk. Pochowany na Cmentarzu Bródnowskim w Warszawie (kwatera 14C-4-10).